# Distretto di Barbacha
Il distretto di Barbacha è un distretto della provincia di Béjaïa, in Algeria, con capoluogo Barbacha.